# Kanton Aigrefeuille-sur-Maine
Der Kanton Aigrefeuille-sur-Maine war bis 2015 ein französischer französischer Wahlkreis im Arrondissement Nantes, im Département Loire-Atlantique und in der Region Pays de la Loire; sein Hauptort war Aigrefeuille-sur-Maine. Letzter Vertreter im Generalrat des Départements war von 1998 bis 2015 Bernard Deniaud (PS).

## Gemeinden
Der Kanton Aigrefeuille-sur-Maine umfasste die Wahlberechtigten aus acht Gemeinden:
| Gemeinde               | Bretonisch         | Einwohner (2012) | Fläche (km²) | Code postal | Code Insee |
| ---------------------- | ------------------ | ---------------- | ------------ | ----------- | ---------- |
| Aigrefeuille-sur-Maine | Kellenneg-ar-Mewan | 3414             | 14,58        | 44140       | 44002      |
| Le Bignon              | Bignon             | 3454             | 27,54        | 44140       | 44014      |
| Geneston               | Banaleg-ar-Gevred  | 3592             | 8,04         | 44140       | 44223      |
| Maisdon-sur-Sèvre      | Maezon-ar-Gwini    | 2809             | 17,45        | 44690       | 44088      |
| Montbert               | Monteverzh         | 2986             | 28,24        | 44140       | 44102      |
| La Planche             | Ar Plank           | 2452             | 24,42        | 44140       | 44127      |
| Remouillé              | Ruvelieg           | 1740             | 21,38        | 44140       | 44142      |
| Vieillevigne           | Henwinieg          | 3929             | 51,76        | 44116       | 44216      |
| Kanton                 | Kelenneg-ar-Mewan  | 24.376           | 193,41       | –           | 4401       |